# Knights of Cydonia
"Knights of Cydonia" é uma canção da banda inglesa de rock alternativo Muse, pertencente ao álbum Black Holes and Revelations. Foi lançado como single nos EUA em 13 de junho de 2006 e na Inglaterra foi lançado em novembro do mesmo ano e chegou a atingir a posição n° 10 no UK Singles Chart. A rádio BBC Radio 1 descreveu a música como "seis minutos e 7 segundos de pura genialidade". Na Austrália, "Knights of Cydonia" chegou a 1ª posição no Triple J Hottest 100.
Cydonia é uma região do planeta Marte, famosa pelo "Rosto de Marte".
A canção é apresentada no jogo Guitar Hero III: Legends of Rock.

## Faixas
Todas as músicas compostas por Muse.
| Promo CD |                                          |         |  |
| N.º      | Título                                   | Duração |  |
| 1.       | "Knights of Cydonia" (radio)             | 4:42    |  |
| 2.       | "Knights of Cydonia" (versão de estúdio) | 6:06    |  |

| 7" Vinil |                                        |         |  |
| N.º      | Título                                 | Duração |  |
| 1.       | "Knights of Cydonia"                   | 6:01    |  |
| 2.       | "Assassin" (edição Grand Omega Bosses) | 5:19    |  |

| CD  |                                                                |         |  |
| N.º | Título                                                         | Duração |  |
| 1.  | "Knights of Cydonia"                                           | 6:01    |  |
| 2.  | "Supermassive Black Hole" (ao vivo de Campo Pequeno em Lisboa) |         |  |

| DVD |                                  |         |  |
| N.º | Título                           | Duração |  |
| 1.  | "Knights of Cydonia" (video)     |         |  |
| 2.  | "Knights of Cydonia" (audio)     |         |  |
| 3.  | "Knights of Cydonia" (making of) |         |  |
| 4.  | "Gallery"                        |         |  |

## Tabelas musicais
| Paradas (2006)                                 | Melhor posição |
| ---------------------------------------------- | -------------- |
| Reino Unido (UK Singles Chart)                 | 10             |
| Reino Unido (Singles Downloads Chart)          | 41             |
| Estados Unidos (Billboard Alternative Airplay) | 10             |